# Priscillia Ludosky

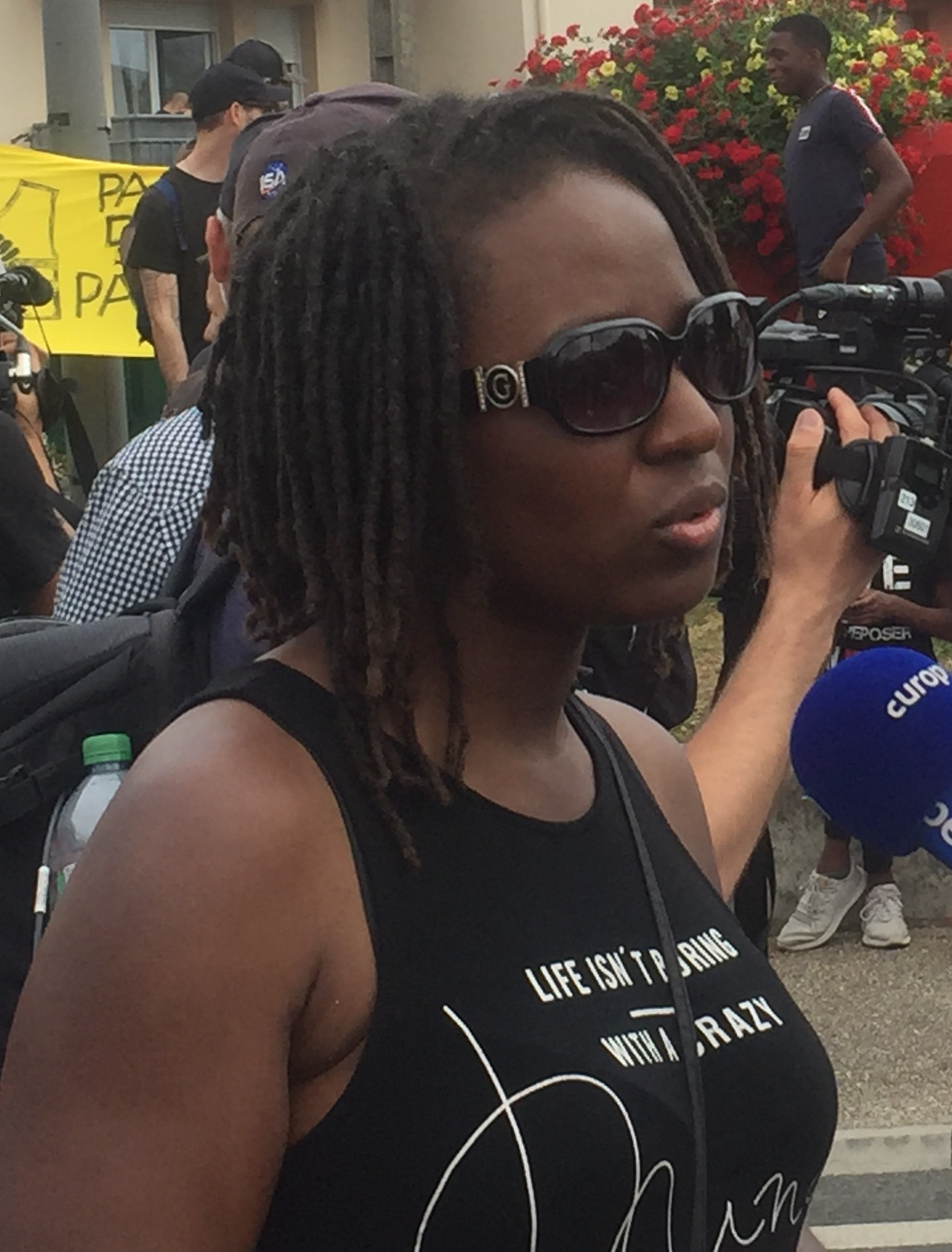
Priscillia Ludosky, 2019

Priscillia Ludosky (* 4. November 1985 auf Martinique) ist eine ehemalige französische Bankangestellte und Mitbegründerin der Gelbwestenbewegung.

## Werdegang
Ludowsky wurde auf Martinique geboren. Ende der 1980er Jahre zog die Familie ins französische Mutterland. Sie absolvierte eine Bankausbildung und war elf Jahre in der Finanzabteilung der BNP Paribas tätig, ehe sie im Zuge einer Restrukturierung der Bank entlassen wurde. Am 29. Mai veröffentlichte sie die Online-Petition Pour une Baisse des Prix du Carburant à la Pompe! mit dem Anliegen, Steuern auf Güter des allgemeinen Bedarfs, vor allem die Mineralölsteuer, und die Renten und Gehälter von hohen und gewählten Beamten, zu senken. Zusammen mit Éric Drouet rief sie über die sozialen Medien für Samstag, den 17. November 2018, zum ersten landesweiten Protest der Gelbwesten auf, der wöchentlich fortgesetzt wurde. Die Online-Petition wurde von 1,25 Millionen Franzosen unterschrieben. Seitdem fanden mehrere ergebnislose Treffen von Ludosky und Drouet mit hohen Regierungsbeamten statt. Ludosky war bisher nicht bereit, sich an eine politische Partei zu binden oder sich auf einer Wahlliste zu einer Wahl aufstellen zu lassen.
Ludosky wohnt in Savigny-le-Temple in der Region Île-de-France und betreibt dort ein Kosmetikgeschäft.

## Auszeichnungen
- Frau des Jahres 2018, (Nominierung in Paris Match)[4]